# GRIN-relaterade störningar
GRIN-relaterade störningar (även GRIN-relaterade tillstånd) är en grupp av neuropsykiatrisk funktionsnedsättningar som orsakas av mutationer i gener som kodar för subenheter av en N-metyl-D-aspartat (NMDA)-receptor. Detta leder till en dysfunktion av glutamataktivering och påverkar därför inlärning och minne.
GRIN-relaterade tillstånd konstateras med hjälp av genetiska tester. De flesta av mutationerna har uppstått de novo (dvs inte nedärvd från förälder) och är missense-mutationer.
GRIN-relaterade tillstånd ger livslånga funktionshinder.

## Symtom
GRIN-relaterade tillstånds fenotyp är vanligtvis intellektuell funktionsnedsättning och epilepsi tillsammans med andra neurologiska och/eller neuropsykiatriska störningar, såsom rörelsestörning, autismspektrumtillstånd och problem med muskeltonus.
Tabellen nedan visar några symtom som kan förekomma vid variationer av GRIN-relaterade tillstånd, men förekomsten och svårighetsgraden av dessa symtom varierar. Hittills finns bara ett fåtal fall rapporterade för GRIN2D-relaterade tillstånd så de listade symtomen återspeglar kanske inte funktionshindret exakt. 
| Funktion                     | GRIN1 | GRIN2A | GRIN2B | GRIN2D |
| ---------------------------- | --- | --- | --- | --- |
| Ålder då epilepsi framträder | Från födsel till 11 år (median: 22,5 månader) | Vanligast från 3 till 6 år                                                                                  | Från födsel till 9 år (median: 3 år) | 1 månad till 2 år                                                                                           |
| Typ av epilepsi/anfall       | Fokala och/eller generaliserade anfall av olika slag (t.ex. generaliserade tonisk-kloniska, atoniska, myokloniska anfall, bilateral ögonlocksmyoklonus, gelastiska anfall)                                                                                | Atypisk barndomsepilepsi Landau-Kleffners syndrom                                                           | Generaliserade och/eller fokala epileptiska spasmer | Atoniska anfall Generaliserade tonisk-kloniska anfall Myokloniska anfall                                    |
| Kognitiv påverkan            | Intellektuell funktionsnedsättning tillsammans med andra neurologiska och/eller neuropsykiatriska tillstånd | Intellektuell funktionsnedsättning tillsammans med andra neurologiska och/eller neuropsykiatriska tillstånd | Intellektuell funktionsnedsättning tillsammans med andra neurologiska och/eller neuropsykiatriska tillstånd                                                                  | Intellektuell funktionsnedsättning tillsammans med andra neurologiska och/eller neuropsykiatriska tillstånd |
| Andra symtom                 | Rörelsestörning (dystoniska, dyskinetiska, choreaform) Nedsatt muskeltonus (antingen hypotoni eller, mer sällan, spasticitet ) Corticol visual impairment (CVI) Oculogyric crisis Skolios Autismspektrumtillstånd Beteendeproblem är vanligt förekommande | Talstörningar (t.ex. afasi, agnosi, taldyspraxi)                                                            | Autismspektrumtillstånd Rörelsestörning ( chorea och/eller dystoni ) Corticol visual impairment (CVI) Nedsatt muskeltonus (antingen hypotoni eller, mer sällan, spasticitet) | Hypotoni Rörelsestörning (chorea, atetos) Autismspektrumtillstånd                                           |
| Fynd vid MRI                 | Diffus polymikrogyri | Normala tillstånd                                                                                           | Corpus callosum hypoplasi Polymikrogyri Hippocampus dysplasi | Normala tillstånd                                                                                           |